# Śniadanie mistrzów
Śniadanie mistrzów, czyli żegnaj, czarny poniedziałku (tyt. oryg. Breakfast of Champions, or Goodbye Blue Monday) – powieść Kurta Vonneguta wydana w 1973 w Nowym Jorku w wydawnictwie Delacorte Press.
Akcja książki rozgrywa się w Stanach Zjednoczonych w fikcyjnym mieście Midland City. Książka opowiada historię „dwóch samotnych, chudych, podstarzałych białych mężczyzn na szybko umierającej planecie”. Na pierwszych stronach autor rozpoczyna krytykę amerykańskiego podejścia do życia, zachodniego zakłamania i fałszywej dumy.

## Streszczenie
Samotny, niedoceniany, podstarzały amerykański pisarz SF Kilgore Trout (w niektórych tłumaczeniach Pstrąg Zabijucha) dostaje zaproszenie na festiwal sztuki, który ma odbyć się w mieście Midland City. Traktuje to jako kolejny żart albo pomyłkę, jednak postanawia wyruszyć w drogę. Trout, pracujący jako monter aluminiowych okien, zabiera skromne oszczędności i wyrusza w podróż przez całe Stany, pragnąc swoim przybyciem i wystąpieniem skompromitować cały festiwal. Po drodze zostaje napadnięty przez nieznanych sprawców i ograbiony z całej gotówki, tak że większą część podroży odbywa autostopem. Podczas podróży, przez okna samochodów obserwuje degradację środowiska naturalnego, spowodowaną przez prywatne koncerny.
W tym samym czasie sprzedawca samochodów, właściciel kilku hoteli i najbogatszy człowiek w Midland City – wdowiec Dwayne Hoover – zaczyna popadać w obłęd. Jednak żadna z otaczających go osób tego nie zauważa. Hoover obraża i krzywdzi wielu bliskich i życzliwych mu ludzi. Jego kochanka Francine Pfefko, także samotna, doradza mu wzięcie udziału w festiwalu, gdzie mógłby poznać nowe poglądy czy idee.
Po przybyciu do Midland City Kilgore Trout spotyka się z Hooverem w restauracji, gdzie ma miejsce inauguracja festiwalu, i przekazuje mu rękopis swojej nowej, nie wydanej dotychczas powieści. Hoover obdarzony przez autora umiejętnością szybkiego czytania, w ciągu kilku minut dowiaduje się, że inni ludzie to tylko zaprogramowane przez Boga automaty, mające na celu sprawdzenie reakcji jedynego prawdziwego człowieka na różne wydarzenia. Dowiaduje się także, że Bóg już wielokrotnie przywracał go do życia po różnych wypadkach. Hoover utożsamia się z jedynym prawdziwym człowiekiem. Jako że jest nierównoważony psychicznie, a lektura powieści tylko ten stan pogłębiła, atakuje inne osoby w barze, biorąc je za roboty. Poturbowanych zostaje kilkanaście osób, wśród nich także Trout. Dwayne ląduje w więzieniu, a autor lakonicznie stwierdza, że kończy jako nędzarz po wypłaceniu odszkodowań ofiarom swojej napaści.
Całe zajście obserwuje autor powieści, Kurt Vonnegut, który postanawia ostatecznie rozliczyć się z bohaterem wielu swoich książek, Troutem, i spełnić jego życzenie. Trout prosi go o młodość.